# Soluna Samay
Soluna Samay Kettel (Guatemala-Stad, 27 augustus 1990) is een Deense zangeres.

## Biografie
Soluna Samay werd in 1990 geboren in Guatemala als dochter van een Duitse vader en een Zwitserse moeder. Ze groeide op aan het Meer van Atitlán. In 2000 verhuisde ze met haar ouders naar het Deense eiland Bornholm, waar het gezin een kleine boerderij kocht. Samay spreekt vloeiend Deens, Duits, Engels en Spaans.
Haar muziekcarrière begon in 2011 met de verschijning van haar eerste album. Begin 2012 brak ze echt door in Denemarken, waar ze de Dansk Melodi Grand Prix won, de Deense preselectie voor het Eurovisiesongfestival. Met haar nummer Should've known better vertegenwoordigde ze aldus Denemarken op het Eurovisiesongfestival 2012 in Bakoe, Azerbeidzjan. Ze werd er 23ste op 26 deelnemers.

## Discografie

### Singles
| Single met hitnotering(en) in de Vlaamse Ultratop 50 | Datum van verschijnen | Datum van binnenkomst | Hoogste positie | Aantal weken | Opmerkingen |
| ---------------------------------------------------- | --------------------- | --------------------- | --------------- | ------------ | ----------- |
| Should've known better                               | 2012                  | 26-05-2012            | tip66           | -            |             |

1957: Birthe Wilke & Gustav Winckler · 
1958: Raquel Rastenni · 
1959: Birthe Wilke · 
1960: Katy Bødtger · 
1961: Dario Campeotto · 
1962: Ellen Winther · 
1963: Grethe & Jørgen Ingmann · 
1964: Bjørn Tidmand · 
1965: Birgit Brüel · 
1966: Ulla Pia · 
1978: Mabel · 
1979: Tommy Seebach · 
1980: Bamses Venner · 
1981: Tommy Seebach & Debbie Cameron · 
1982: Brixx · 
1983: Gry Johansen · 
1984: Hot Eyes · 
1985: Hot Eyes · 
1986: Trax · 
1987: Anne Cathrine Herdorf & Bandjo · 
1988: Hot Eyes · 
1989: Birthe Kjær · 
1990: Lonnie Devantier · 
1991: Anders Frandsen · 
1992: Lotte Nilsson & Kenny Lübcke · 
1993: Tommy Seebach Band · 
1995: Aud Wilken · 
1997: Kølig Kaj · 
1999: Michael Teschl & Trine Jepsen · 
2000: Olsen Brothers · 
2001: Rollo & King · 
2002: Malene · 
2004: Tomas Thordarson · 
2005: Jakob Sveistrup · 
2006: Sidsel Ben Semmane · 
2007: DQ · 
2008: Simon Mathew · 
2009: Niels Brinck · 
2010: Chanée & N'evergreen · 
2011: A Friend in London · 
2012: Soluna Samay · 
2013: Emmelie de Forest · 
2014: Basim · 
2015: Anti Social Media · 
2016: Lighthouse X · 
2017: Anja Nissen · 
2018: Rasmussen · 
2019: Leonora · 
2021: Fyr & Flamme · 
2022: REDDI · 
2023: Reiley · 
2024: Saba · 
2025: Sissal